# Germanija
 Ovo je glavno značenje pojma Germanija. Za druga značenja pogledajte Germanija (knjiga).
Germanija je antički naziv za prostor koji se većim dijelom rasprostirao po teritoriju današnje Njemačke
S vremenom naziv se je u nekim jezicima počeo rabiti za državu Njemačku, kao primjerice hebrejski (גרמניה), bugarski (Германия), talijanski, grčki (Γερμανία), rumunjski (Germania), ruski (Германия), albanski (Gjermania) i armenski (Գերմանիա).